# Argyrotome
Argyrotome is een geslacht van vlinders van de familie spanners (Geometridae), uit de onderfamilie Ennominae.

## Soorten
- A. alba Druce, 1892
- A. arcuata Debauche, 1937
- A. melae Druce, 1892
- A. metallicata Warren, 1907
- A. mexicaria Schaus, 1901
- A. mira Oberthür, 1883
- A. muricolor Warren, 1905
- A. paraguayaria Schaus, 1927
- A. prattaria Schaus, 1917
- A. prospectata Snellen, 1874
- A. subinquinata Dognin, 1913
- A. tenebrosa Warren, 1897